# Definitive Jux
Definitive Jux é uma gravadora independente da cidade de Nova York, nos Estados Unidos. Foi fundada em 2000 por Jaime Meline (El-P) e entrou em hiato em 2010.

## Artistas[1]
- Aesop Rock
- Mr. Lif
- RJD2
- Cannibal Ox
- Murs